# Yolanda Hackshaw
Yolanda Judith Hackshaw M. (Panamá, 13 de octubre de 1958) es una educadora y escritora panameña.

## Biografía
Egresada de la Universidad de Panamá, estudió la licenciatura en español y el profesorado de enseñanza secundaria con especialización en español. Allí también obtuvo una maestría en literatura hispanoamericana y un posgrado en literatura panameña. Es docente de español en dicha universidad.
Es autora de los libros Corazones en la pared (cuento, 2000); Las trampas de la escritura (cuento, 2000); La confabulación creativa de Enrique Jaramillo Levi (ensayo, 2000); De mar a mar (poesía, 2001); y Redacción: método y práctica (escrito conjuntamente con Ricardo Segura, 2000).
Ha sido jurado del Premio Nacional de Cuento José María Sánchez (Universidad Tecnológica de Panamá), en el concurso de cuentos del Instituto Panameño de Estudios Laborales del Ministerio de Trabajo y Desarrollo Laboral, del Concurso Nacional de Poesía Demetrio Herrera Sevillano y del Premio Centroamericano de Literatura Rogelio Sinán. Es asesora literaria de Editorial Norma en Panamá.
Es miembro activa del Círculo Lingüístico y Literario Ricardo, J. Alfaro.